# Aleksandrovac (Vranje)
Aleksandrovac es un pueblo ubicado en el territorio de Vranje, en el distrito de Pčinja, Serbia.

## Superficie
Posee una superficie de 3,823 kilómetros cuadrados.

## Demografía
Hasta 2011 la población era de 492 habitantes, con una densidad de población de 128,7 habitantes por kilómetro cuadrado.